# Viljaščaj
Viljaščaj (azerski: Viləşçay, ruski: Виляшчай) je rijeka u Azerbajdžanu. Duga je 111 km. Površina porječja iznosi 935 km2. Izvire na Tališinskom visočju na visini od 2203 metara. Ulijeva se u Kaspijsko jezero na visini od -28 metara. 
Riječni režim mješovitog je pluvijalno-nivalnog tipa. Na rijeci je sagrađeno nekoliko umjetnih jezera. Rijeka je bogata ribama te je zbog toga razvijen ribolov.